# Lindsay Sloane

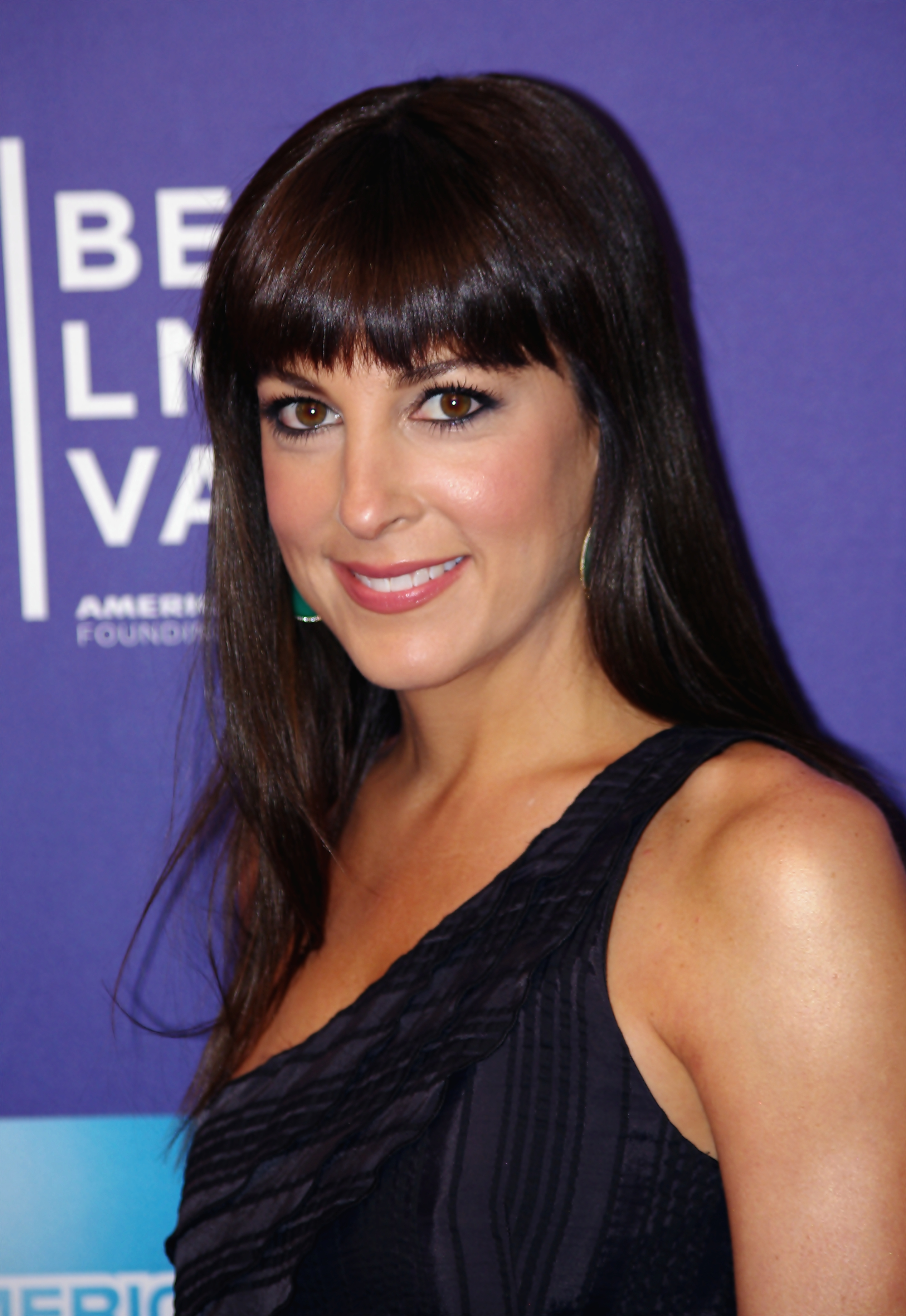
Lindsay Sloane 2011

Lindsay Sloane Leikin (* 8. August 1977 auf Long Island, New York) ist eine US-amerikanische Schauspielerin.

## Leben
Lindsay Sloane Leikin ist die Tochter von Renée und Joey Leikin. Nach dem Umzug der Familie nach Los Angeles unterschrieb sie im Alter von acht Jahren ihren ersten Agenturvertrag. Sie besuchte gemeinsam mit Candace Cameron die Chatsworth High School in Chatsworth, Kalifornien. Ihre erste wiederkehrende Nebenrolle spielte Sloane von 1991 bis 1993 sechs Episoden lang in der Serie Wunderbare Jahre.
Von 1997 bis 1999 verkörperte sie die Valerie Birkhead, ihre wohl bekannteste Rolle, in der Erfolgsserie Sabrina – Total Verhext!. Sie war zeitweise mit Nate Richert liiert, der ebenfalls bei der Serie mitwirkte. Im Jahr 2001 spielte sie eine der Hauptrollen in der kurzlebigen Comedy-Satire Starlets. In den folgenden Jahren wirkte Sloane in mehreren Film- und Fernsehproduktionen überwiegend in Neben- und Gastrollen mit, so auch 2009 in der Sitcom How I Met Your Mother.
Seit 2004 ist Lindsay Sloane mit Dar Rollins verheiratet, mit dem sie eine 2012 geborene Tochter hat.

## Filmografie
- 1990: Der große Kampf der kleinen Janice (Why, Charlie Brown, Why?, Fernsehfilm, Stimme für Big Sister)
- 1991–1993: Wunderbare Jahre (The Wonder Years, Fernsehserie, 6 Folgen)
- 1994: Willkommen im Leben (My So-Called Life, Fernsehserie, Folge 1x09 Halloween)
- 1995: Too Something (Fernsehserie, Folge 1x19 The Popcorn Machine)
- 1995: CBS Schoolbreak Special (Fernsehreihe, Folge 12x05 Between Mother and Daughter)
- 1996–1997: Mr. Rhodes (Fernsehserie, 7 Folgen)
- 1997: Ein Wink des Himmels (Promised Land, Fernsehserie, Folge 1x19 Intolerance)
- 1997: Die lieben Kollegen (Working, Fernsehserie, Folge 1x02 Close Quarters)
- 1997: Dharma & Greg (Fernsehserie, Folge 1x12 Haus Arrest)
- 1997–1999: Sabrina – Total Verhext! (Sabrina, the Teenage Witch, Fernsehserie, 51 Folgen)
- 1998: Win a Date
- 1999: Student Affairs (Fernsehfilm)
- 1999: Sabrina verhext Australien (Sabrina, Down Under, Fernsehfilm)
- 1999: 7 Girlfriends (Seven Girlfriends)
- 1999: Batman of the Future (Batman Beyond, Fernsehserie, Folge 2x02 Earth Mover, Stimme für Jackie)
- 1999–2000: Die wilden Siebziger (That ’70s Show, Fernsehserie, 2 Folgen)
- 2000: Girls United (Bring It On)
- 2000: The West Wing – Im Zentrum der Macht (The West Wing, Fernsehserie, Folge 1x18 Before Lunch)
- 2000: M.Y.O.B. (Fernsehserie, Folge 1x02 Boys in the Band)
- 2000–2001: Starlets (Grosse Pointe, Fernsehserie, 17 Folgen)
- 2001: The Fighting Fitzgeralds (Fernsehserie, Folge 1x10 Blood, Sweat & Fitz)
- 2001: Strange Frequency (Fernsehserie, Folge 1x05 Instant Karma)
- 2001: Going to California (Fernsehserie, 3 Folgen)
- 2002: Homeward Bound (Fernsehfilm)
- 2002: Greg the Bunny (Fernsehserie, Folge 1x03 Jewel Heist)
- 2003: Ein ungleiches Paar (The In-Laws)
- 2003: Exposed
- 2003: Kate Fox & die Liebe (Miss Match, Fernsehserie, Folge 1x18 Matchmaker, Matchmaker)
- 2004: DeMarco Affairs (Fernsehfilm)
- 2004: Liebe an der langen Leine (Dog Gone Love)
- 2004: The Stones (Fernsehserie, 6 Folgen)
- 2005: Crazy (Fernsehfilm)
- 2006: The TV Set
- 2006: In the Land of Women
- 2006: She Said/He Said (Fernsehfilm)
- 2006: Entourage (Fernsehserie, Folge 3x10 I Wanna Be Sedated)
- 2006–2007: Help Me Help You (Fernsehserie, 4 Folgen)
- 2008: Nur über ihre Leiche (Over Her Dead Body)
- 2008: Zufällig verheiratet (The Accidental Husband)
- 2009: How I Met Your Mother (Fernsehserie, Folge 5x02 Double Date)
- 2010: Zu scharf um wahr zu sein (She’s Out of My League)
- 2010: Die etwas anderen Cops (The Other Guys)
- 2011: Kill the Boss (Horrible Bosses)
- 2011: A Good Old Fashioned Orgy
- 2012: Psych (Fernsehserie, Folge 6x12 Eine Frau zu viel im Spiel)
- 2014: Kill the Boss 2 (Horrible Bosses 2)
- 2015–2017: Odd Couple (Fernsehserie, 38 Folgen)
- 2019: Love Again – Jedes Ende ist ein neuer Anfang (Endings, Beginnings)